# Edward Davies (celtiste)
Edward « Celtic » Davies (7 juin 1756 – 7 janvier 1831) est un écrivain gallois et membre du clergé anglican. Il est connu pour ses recherches sur l'origine linguistique des langues celtiques et le sens de la Mythologie celtique. Il prend part au 19e siècle à la restauration de la tradition druidique.

## Biographie
Edward Davies est né à Llanfaredd (cy), dans le Radnorshire. Il étudie au Christ College (en) à Brecon avec notamment son ami l'historien Theophilus Jones (en). Il est curate (en) — prêtre de paroisse — d'Olveston, dans le Gloucestershire, et en 1805 il devient recteur de Bishopston, dans le Gower.
Davies a écrit des recueils de poésie et de pièces de théâtre mais ses livres sur les mythes et l'histoire sont les plus connus. Influents à leur époque et plus tard, ses travaux historiques sont extrêmement imprécis et spéculatifs selon les normes modernes. Il ne parlait pas couramment le gallois et utilisait des sources peu fiables et des conjectures pour faire correspondre le mythe celtique à l'histoire biblique. Mais contrairement à son contemporain Iolo Morganwg, Davies n'était pas coupable de falsification délibérée. En effet, il était l'un des rares à se méfier de certains travaux d'Iolo, ce qui avait conduit à une querelle littéraire entre eux. Cependant, comme la plupart de ses contemporains, Davies est tombé dans le piège d'un certain nombre de fraudes d'Iolo, ce qui nuit davantage à la fiabilité de son travail.  Il a cependant publié un discours sur l'authenticité d'Ossian en 1825. William Blake était un lecteur assidu des livres de Davies et s'intéressait à ses théories. L'importance de Davies à son époque est attestée par le fait qu’il a été l’un des dix premiers écrivains choisis par la Société royale de littérature nouvellement créée pour se voir décerner le titre de « Compagnon de la littérature » en 1823.